# سونات شماره ۳۲ پیانو (بتهوون)
سونات شماره ۳۲ پیانو در دو مینور، اپوس ۱۱۱، آخرین سونات از مجموعه سونات‌های لودویگ فان بتهوون هست. این اثر در بین سال‌های ۱۸۲۱ و ۱۸۲۲ نوشته شد. بتهوون در سونات شماره ۳۲، مانند دیگر سونات‌های دوره پایانی خود، از از عناصر فن فوگ استفاده کرده بود. او این سونات را به آرشیدوک رودولف، دوست، شاگرد و حامی خود تقدیم کرد.
سونات شماره ۳۲ تنها از دو موومان متضاد تشکیل شده هست. موومان دوم این اثر، به عنوان یک آریتا (arietta) به همراه واریاسیون علامت‌گذاری شده هست. توماس مان، این اثر را «وداعی با فرم سونات» نامید. سونات شماره ۳۲، تنها در نیمه دوم قرن نوزدهم به رپرتوار پیانیست‌های پیشتاز راه پیدا کرد. این سونات از نظر آینده‌نگری آهنگین و دشواری فنی خود، در میان مطرح‌ترین آثار بتهوون قرار دارد.

## تاریخچه
بتهوون در تابستان سال ۱۸۲۰ و در حین پرداختن به «میسا سولمنیس»، طرح سه سونات آخر پیانو خود را (اپوس ۱۰۹، ۱۱۰ و ۱۱۱) در ذهن پروراند. اگرچه بتهوون در سال ۱۸۱۹ به‌طور جدی به سونات ۳۲ پرداخت، با این‌حال تم ابتدایی و معروف «آلگرو اد آپاسیوناتو» (allegro ed appassionato) در پیش نویسی مرتبط با سالهای ۱۸۰۱ تا ۱۸۰۲ یافت شده بود که به دوران ساخت سمفونی دوم بازمی‌گردد. همچنین با مطالعه این پیش‌نویس‌ها می‌توان پی برد که برخلاف سونات ۳۲ حاصله، بتهوون در ابتدا قصد داشت که سوناتی با سه موومان بسازد. پس از آن، تم ابتدایی موومان اول برای کوارتت زهی شماره ۱۳ به کار رفته و کار احتمالی با تم آداجیو- ملودی آهسته در لا بمل - کنار گذاشته شد.
تم معروف گفته شده، موتیفی بود که برای موومان سوم در نظر گرفته شده و در آخر به موومان اول منتقل شد. پیش‌نویس موومان دوم سونات ۳۲ نشان می‌دهد که بتهوون در حین شکل‌دادن به موومان دوم، از ساخت موومان سوم صرف نظر کرد.

در کنار واریاسیون‌های دیابلی اپوس ۱۲۰ و باگاتل‌های اپوس ۱۱۹ و ۱۲۶، سونات شماره ۳۲ در زمره آخرین آثار پیانو بتهوون قرار می‌گیرد. این سونات مورد بی‌توجهی تقریباً تمام معاصران بتهوون قرار گرفته شد و تنها در نیمه دوم قرن نوزدهم بود که این سونات به رپرتوار اغلب پیانیست‌های پیشتاز وارد شد.

## ساختار
سونات شماره ۳۲ از دو موومان قویا متضاد تشکیل شده هست:
1. Maestoso – Allegro con brio ed appassionato- ماستوزو- آلگرو کان بریو اد آپاسیوناتو
2. Arietta: Adagio molto semplice e cantabile- آریتا: آداجیو مولتو سمپلیچه کانتابیله.

مدت زمان معمول اجرا موومان اول هفت الی ده دقیقه و موومان دوم ۱۵ الی ۲۰ دقیقه هست. با اینحال گستره وسیعی از زمان‌بندی‌ها برای موومان دوم وجود دارد و برخی از اجراهای ضبط شده از ۲۰ دقیقه نیز طولانیتر هست. مانند اجرای بارنبویم (۲۱ دقیقه)، اجرای آفاناسیف (۲۲ دقیقه) و اجرای اوگورسکی (۲۷ دقیقه).

### موومان اول، ماستوزو- آلگرو کان بریو اد آپاسیوناتو
|                 | میزان   | توضیح                       |
| --------------- | ------- | --------------------------- |
| گشایش           | ۴–۱۹    | تم اول در دو مینور (تونیک). |
| گشایش           | ۱۹–۳۴   | گذار.                       |
| گشایش           | ۳۴–۳۹   | تم دوم در لا بمل ماژور.     |
| گشایش           | ۳۹–۵۳   | کودا.                       |
| گشایش           | ۵۵–۵۶   | گذار به بخش گسترش.          |
| گسترش           | ۵۷–۷۷   | گسترش.                      |
| بازگشایش و کودا | ۷۷–۸۵   | تم اول در کلید اصلی.        |
| بازگشایش و کودا | ۸۵–۱۰۱  | گذار.                       |
| بازگشایش و کودا | ۱۰۱–۱۰۶ | بخش دوم در دو ماژور.        |
| بازگشایش و کودا | ۱۰۷–۱۱۶ | بازگشایش.                   |
| بازگشایش و کودا | ۱۱۷     | کودا.                       |

 مدت زمان تقریبی: ۷ الی ۱۱ دقیقه 
ترجمه تقریبی تمپو موومان اول: «با شکوه» و «سریع با شور و حرارت».
موومان اول سونات ۳۲، همانند بسیاری از آثار بتهوون در دو مینور، طوفانی و پرشور و حرارت هست.
موومان اول مملو از آکوردهای هفتم کاسته هست که به عنوان نمونه می‌توان به اولین میزان کامل در ابتدا موومان اشاره کرد؛ و ممکن هست شوپن در ساخت بخش‌های آغازین دومین سونات خود از آن الهام گرفته باشد.
برخلاف دیگر موومان‌های بتهوون در دو مینور، که گشایش به عنوان دومین بخش اصلی، به سمت میانین حرکت می‌کند، گشایش در موومان اول سونات ۳۲ به سمت رونمایان (لا بمل ماژور) حرکت می‌کند. تم دوم آرام می‌باشد و به دومین تم آخرین موومان سونات شماره ۱۴ آهنگساز شباهت دارد؛ و این شباهت در بازگشایش آشکارتر می‌شود. این تم در بازگشایش، ابتدا در دو ماژور آشکار می‌گردد، سپس به طرز دلهره‌آوری، در باس و در گام مینور دوباره تکرار می‌شود. به‌طور کلی موتیف‌های موومان اول سونات ۳۲، شباهت‌هایی به آداجیو و فوگ موتسارت در دو مینور دارد (اثری که بتهوون آن را برای کوارتت زهی نیز تنظیم کرد).
تم پایانی گشایش لا بمل ماژور هست که از اولین موتیف تم اول برگرفته شده بود. این تم پایانی، با موتیف لابمل - دو - سل، آغازگر حرکت رو به پایین نوت‌ها به صورت کروماتیک هست. موتیف گفته شده، در بازگشایش تکرار می‌شود؛ با اینحال در نقطه اوج حرکت رو به پایین کروماتیک، نه در هنگام شروع آن. همچنین مهیا شدن این لحظه با کمک آکورد ششمی هست که در تم آخر گشایش تحت تأثیر گام مینور قرار گرفته بود.
بتهوون موومان اول را با کادانس پی‌کاردی(Picardy third) به اتمام می‌رساند که یادآور سونات پیانو اپوس ۴۹ شماره ۱ و سونات‌های ویولنسل شماره ۱ و ۲ آهنگساز هست و صحنه را برای فیناله در گام ماژور آماده می‌کند.

### موومان دوم، آریتا: آداجیو مولتو سمپلیچه کانتابیله
|                 | میزان   | توضیح |
| --------------- | ------- | ----- |
| تم              | ۱–۱۸    |       |
| واریاسیون اول   | ۱۹–۳۷   |       |
| واریاسیون دوم   | ۴۰–۵۷   |       |
| واریاسیون سوم   | ۵۹–۷۷   |       |
| واریاسیون چهارم | ۷۸–۱۱۰  |       |
| واریاسیون چهارم | ۱۱۱–۱۴۳ | کودا. |
| واریاسیون پنجم  | ۱۴۵–۱۶۱ |       |
| واریاسیون پنجم  | ۱۶۱–۱۷۶ | کودا. |
| واریاسیون ششم   | ۱۷۶–۱۸۵ |       |
| واریاسیون ششم   | ۱۸۵     | کودا. |

مدت زمان تقریبی: ۱۴ الی ۲۰ دقیقه
ترجمه تقریبی تمپو موومان دوم: آهسته، بسیار ساده و آوازگونه.
موومان آخر سونات ۳۲ در گام دو ماژور هست و از پنج واریاسیون برای تمی با ۱۶ میزان در مدت زمان 9
16 تشکیل شده که با یک کودا به پایان می‌رسد. در دو واریاسیون آخر (واریاسیون ۴ و ۵)  میزان پیوسته با نت‌های دولا و سه‌لا چنگ،  به ۲۷ ضرب تقسیم می‌شود؛ موردی که به شدت غیرمعمول هست و به همین دلیل، دو واریاسیون مذکور شناخته‌شده و معروف هستند. در نهایت بتهوون با به کار گرفتن تریل، به قطعه حال‌ و هوای شتابناکی می‌دهد. 
واریاسیون سوم حال‌ و هوای رقص‌ و پایکوبی دارد. در این واریاسیون شدیدا از سنکپ استفاده شده و نت‌های این واریاسیون، چهارلا چنگ هستند که به قطعه حال و هوای موسیقی سوینگ می‌دهد. 
به نظر میتسوکو اوچیدا، واریاسیون سوم در گوش مخاطب امروزی، شباهت واضحی به یک بوگی ووگی نشاط‌آور دارد. نوازندگان دیگری، مانند ایگور استراوینسکی، به شباهت این واریاسیون به موسیقی جاز و رگتایم اشاره کرده‌اند؛ تشابه با نوعی موسیقی که بیشتر از هفتاد سال از زمان بتهوون جلوتر بود. با این حال آندراش شیف این شباهت را رد می‌کند و معتقد هست که واریاسیون سوم هیچ ارتباطی با جاز یا بوگی ووگی ندارد.

## تاثیرات
شوپن عمیقا سونات شماره ۳۲ را تحسین می‌کرد. او در دومین سونات و اتود انقلابی خود، به ترتیب از آغاز و پایان موومان اول سونات ۳۲ بهره گرفته بود. (میزان‌های آغازین سونات دوم شوپن از میزان‌های آغازین سونات ۳۲، و همچنین میزان‌های ۸۱–۷۷ اتود انقلابی از میزان‌های ۱۵۲–۱۵۰ موومان اول سونات ۳۲)